# ارتشاح ما تحت البلوري
الارتشاح ما تحت البِلّوري (Subpulmonic effusion) هو عبارة عن السائل الزائد الذي يتجمع في قاعدة الرئة في المساحة ما بين الجَنَبَة (pleura) والحجاب الحاجز. وهو أحد أنواع الارتشاح البِلّوري (pleural effusion) الذي يتجمع فيه السائل في هذه البقعة المعينة، بيد أنه «يتجمع في طبقات» عند تصوير الصدر بالأشعة في وضع الاستلقاء.
جدير بالذكر أن الجانب المثير للاهتمام في هذا الاكتشاف هو الطبيعة الصغرى بوجه عام لجفاف الزاوِيَة الضلْعِيَّة الحِجابِيَّة (costophrenic angle) التي تحدث عادةً في حالات الارتشاح البلّوري الكبيرة.